# Samuel Heinicke

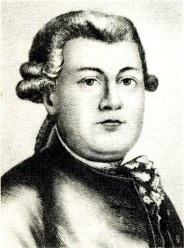
Samuel Heinicke

Samuel Heinicke (* 10. April 1727 in Nautschütz bei Zschorgula, Kursachsen; † 29. April 1790 in Leipzig) war ein deutscher Pädagoge. Er wurde als „Erfinder“ der Deutschen Methode der Gehörlosenpädagogik bekannt.

## Militärdienst und Studium

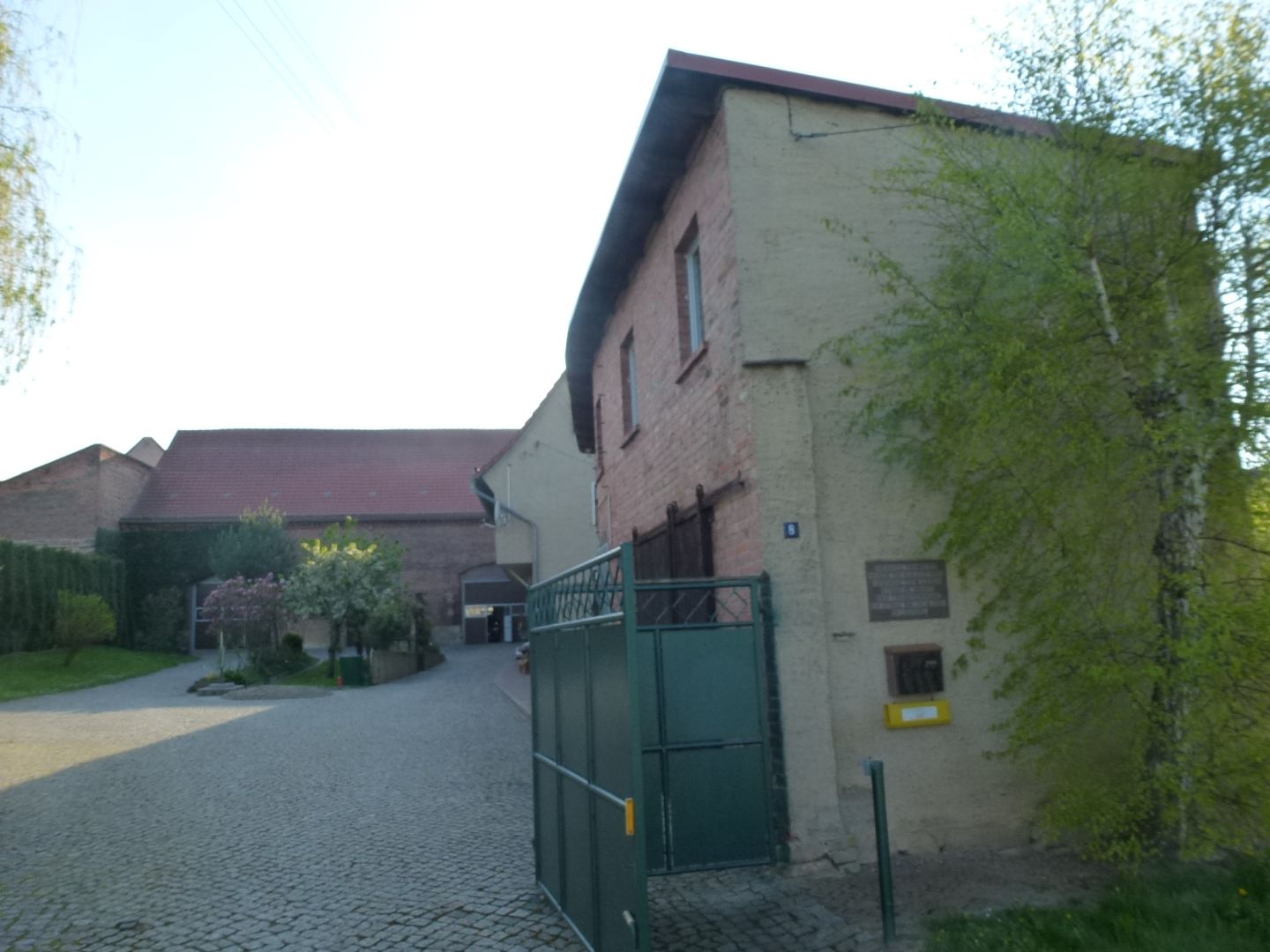
Geburtshaus in Nautschütz

Samuel Heinicke war der Sohn des Anspänners und Gerichtsschöppen Samuel Heinicke (1697–1752) und der Rosina, geb. Thieme (1707–1770). Er hatte eine jüngere Schwester namens Regina (* 1733). Mit 23 Jahren verließ Heinicke das elterliche Haus, da ihm als vorgesehenem Erben ein Studium verweigert wurde, und ging nach Dresden, wo er in den Dienst der Leibgarde des Kurfürsten Friedrich August II. von Sachsen eintrat. 1754 heiratete er Johanna Maria Elisabeth Kracht.
Heinicke bildete sich in Dresden autodidaktisch weiter und versuchte sich neben dem Dienst als Musiker sowie als Lehrer für Schreiben und Musik. Dabei bekam er unter anderen Kindern auch einen tauben Jungen zum Unterricht, den er nach dem 1692 erschienenen Lehrbuch des aus Schaffhausen stammenden niederländischen Arztes Johann Konrad Ammann in der Lautsprache unterrichtete. Heinickes Bestreben, sich gänzlich der Tätigkeit als Lehrer zu widmen, wurde durch den Ausbruch des Siebenjährigen Krieges 1756 vereitelt, da ihm der Abschied aus dem Militärdienst verweigert wurde.
Die Niederlage des sächsischen Heeres bei Pirna brachte Heinicke in preußische Kriegsgefangenschaft. Da ihm die Einziehung zum preußischen Militär drohte, floh er nach Jena und studierte Philosophie, Mathematik und Naturlehre an der dortigen Universität. 1758 zog er mit Frau und Sohn nach Hamburg. Von 1760 bis 1768 diente Heinicke dem pommerschen Kaufmann, königlich dänischen Finanzberater und Sklavenhändler Heinrich Carl von Schimmelmann als Hofmeister und Privatsekretär.

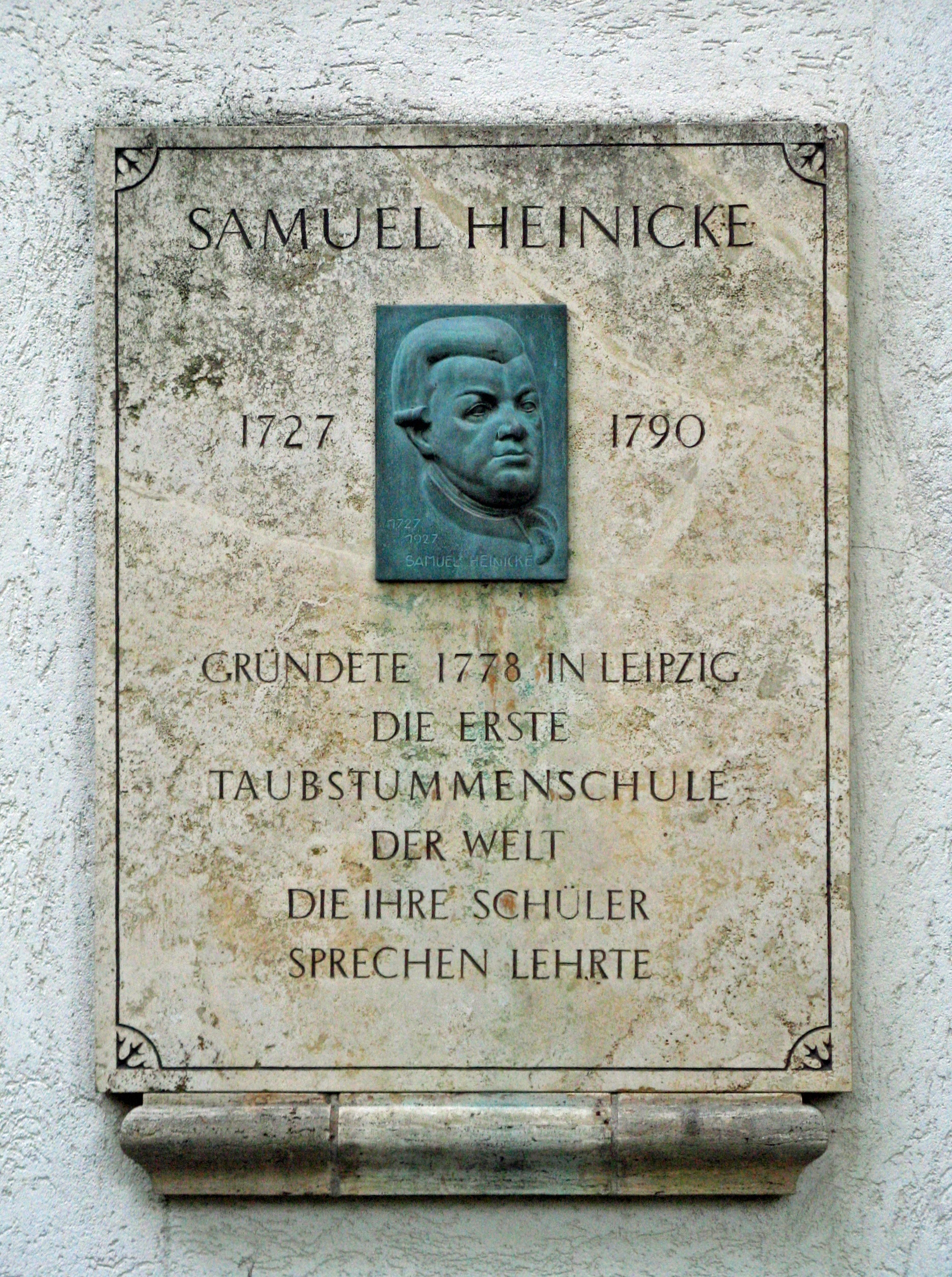
Tafel an der Grabstätte Samuel Heinickes auf dem Leipziger Südfriedhof

## Erfolgreicher Schulmeister
1768 verschaffte Schimmelmann Heinicke die Stelle des Küsters, Organisten, Kantor und Schulmeister an St. Johannis in Eppendorf bei Hamburg. In der Dorfschule unterrichtete Heinicke bald auch den gehörlosen Sohn des dortigen Pachtmüllers. Diesem Kind brachte er die Sprache in ihrer schriftlichen Form bei, und so konnte der Junge als Ergebnis von Heinickes Bemühungen schriftlich die Konfirmation ablegen. Nach diesem Erfolg hatte Heinicke 1774 bereits fünf taube Schülerinnen und Schüler, die bei ihm in der Küsterei wohnten. Breites öffentliches Aufsehen erregten dabei die Erfolge der Baronesse Dorothea von Vietinghoff (1761–1839), der Schwester der legendären Juliane von Krüdener und Tochter eines der reichsten Männer Russlands, die durch ihr schnelles Auffassungsvermögen und ihre Intelligenz hervortrat. Dadurch wurde der Heinickeschen Schule größere Aufmerksamkeit zuteil und Heinicke nutzte dies mit Veröffentlichungen zu seiner Unterrichtsmethode.
Nicht das damals übliche Buchstabieren und Auswendiglernen schwieriger Texte wie des Katechismus sollte demnach Ziel des Unterrichts sein, sondern das Erkennen von Silben und Wörtern und das Begreifen zuerst einfacher Texte. Darüber hinaus versuchte Heinicke, seinen gehörlosen Schülern die mit den Worten verbundenen Begriffe durch unmittelbare Anschauung, Bilder und Gebärden zugänglich zu machen. Dabei betrachtete er Gebärden nur als geringklassiges Hilfsmittel, das von seinen Schülern nicht zu oft gebraucht werden sollte. Da die Schulung der Aussprache viel Zeit erforderte, konnte der Lehrstoff nur auf das Nötigste beschränkt sein. Nachteilig für eine umfassendere Schulung war auch, dass die Schüler meist nur eine kurze Zeit, etwa zwei bis vier Jahre, an der Schule blieben. Dennoch fand Heinickes Methode Nachahmer und zeigte Wirkung.
Ab 1777 war Heinicke ausschließlich als Taubstummenlehrer tätig. Er hatte dann den Wunsch, wieder nach Kursachsen zurückzukehren. In einer Bittschrift wandte er sich an den Kurfürsten Friedrich August III., der ihm gestattete, mit seinem Institut nach Leipzig überzusiedeln. 1778 zog er mit seiner Familie und neun Schülern nach Leipzig um und gründete dort im Haus „Weißes Roß“ am Roßplatz das „Chursächsische Institut für Stumme und andere mit Sprachgebrechen behaftete Personen“, das staatlich unterstützt und beaufsichtigt wurde. Diese erste Taubstummenschule Deutschlands besteht als Sächsische Landesschule für Hörgeschädigte, Förderzentrum Samuel Heinicke bis in die heutigen Tage. Heinicke hat im Laufe seines Lebens ca. 100 Schüler selbst unterrichtet.

## Berufliche Nachfolger aus der Familie
Samuel Heinickes Tochter aus erster Ehe, Julia Karolina, heiratete Ernst Adolf Eschke (1766–1811) späterer Oberschulrat und Direktor des ersten „Taubstummeninstituts“ in Berlin, der heutigen Ernst-Adolf-Eschke-Schule.
1778 heiratete Heinicke in Hamburg in zweiter Ehe Anna Catharina Elisabeth Kludt, verwitwete Morin (1757–1840), deren beiden taubstummen Brüder er unterrichtet hatte. Nach seinem Tod führte sie das Institut in Leipzig weiter. Mit ihr hatte er einen Sohn und zwei Töchter, von denen die eine, Amalie Regina, mit Carl Gottlob Reich (1782–1852), dem späteren Direktor des „Taubstummeninstituts“  in Leipzig, verheiratet war.

## Ehrungen

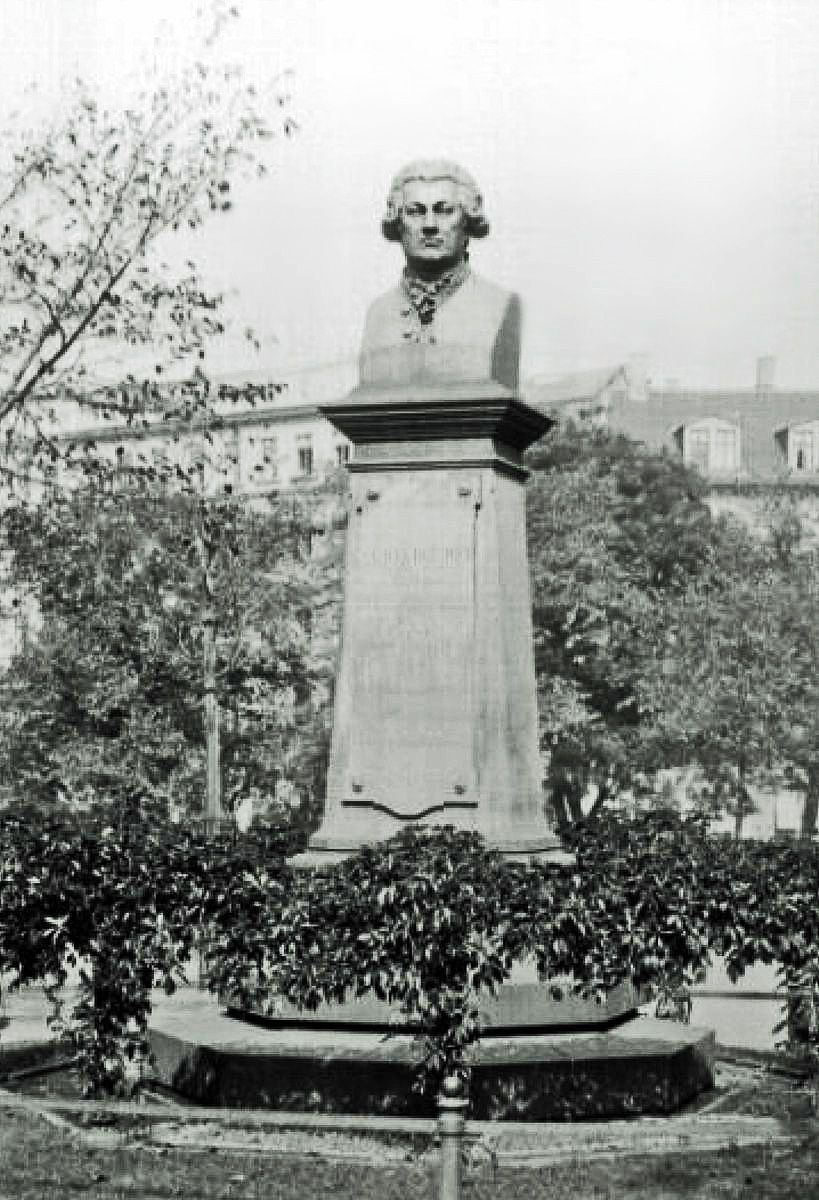
Das ehemalige Leipziger Denkmal
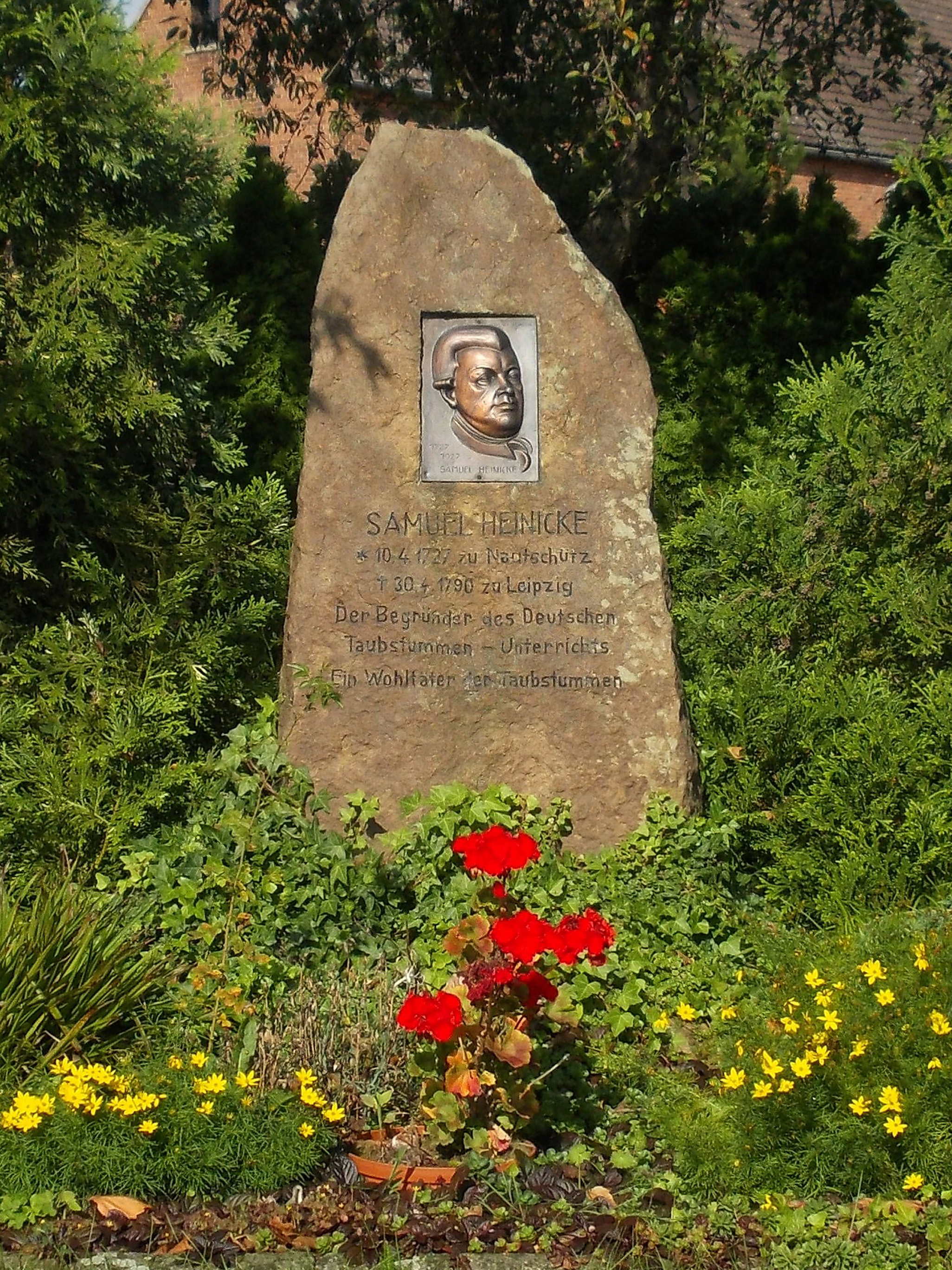
Das Denkmal in seinem Geburtsort
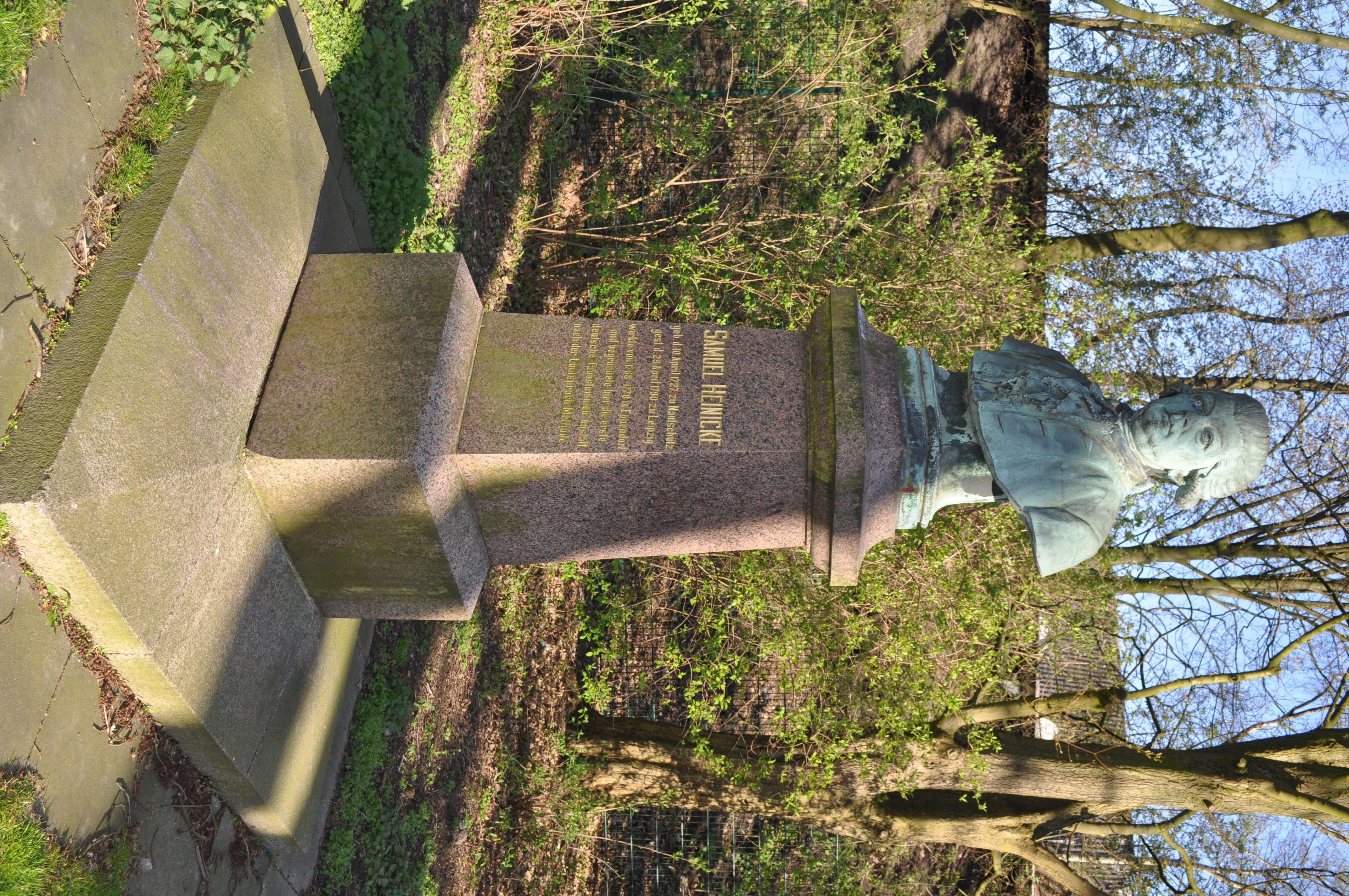
Das Denkmal in Hamburg-Eppendorf

1881 wurde in Leipzig in der Nähe der von ihm gegründeten Schule ein Denkmal mit seiner Büste aufgestellt. Es fiel im Zweiten Weltkrieg 1942 der Metallspende des deutschen Volkes zum Opfer. 1907 wurde in Leipzig die Heinickestraße nach ihm benannt.
Anlässlich seines 200. Geburtstages wurde 1927 ihm zu Ehren ein Gedenkstein in seinem Geburtsort aufgestellt, außerdem erinnert seit 1901 eine Tafel am Geburtshaus an den Pädagogen. Das erste Exemplar wurde auf Anregung des Stößener Lehrervereins angebracht und 1952 im Rahmen einer Gedenkfeier zu Heinickes 225. Geburtstag durch eine neue Tafel ersetzt. Auch die im April des folgenden Jahres gegründete Landwirtschaftliche Produktionsgenossenschaft von Nautschütz trug seinen Namen.
In St. Johannis in Hamburg-Eppendorf befindet sich ein Gemälde mit seinem Porträt, das Anton Kaulbach 1890 gemalt hat. Die 1896 errichtete Bronzebüste von Heinicke auf einem Sockel aus rotbraunem Granit wurde 1969 im Seelemannpark neben der Kirche aufgestellt. Die von der Johannis-Kirche zum Eppendorfer Marktplatz führende Straße trägt seinen Namen.
Ebenso sind in München die private, staatlich anerkannte Realschule für Schülern mit Förderbedarf Hören  Samuel-Heinicke-Realschule und die Samuel-Heinicke-Fachoberschule, seit 1894 in Wien Rudolfsheim-Fünfhaus (15. Bezirk) die Heinickegasse, in Frankenthal (Pfalz) die Samuel-Heinicke-Straße in der Nähe des Pfalzinstituts für Hören und Kommunikation und die Samuel-Heinicke-Straße am Hermann-Gocht-Haus in Zwickau nach ihm benannt. Im Nürnberger Stadtteil Eberhardshof tragen ebenso der Heinickeplatz und die Heinickestraße seinen Namen.